# Pfarrerberg
Der Pfarrerberg in der Gemeinde St. Englmar im Bayerischen Wald ist ein vollständig bewaldeter Berg mit einer Höhe von 912 m. Nach dem Hadriwa, dem 922 m hohen nördlichen Nachbargipfel, ist er die zweithöchste Erhebung eines Höhenzugs in Nord-Süd-Ausrichtung.
Der Pfarrerberg ist laut einer Potentialanalyse einer von 17 möglichen Top-Standorten für Pumpspeicherwerke in Bayern. Im Landkreis Straubing-Bogen werden auch der nahe gelegene Hadriwa und der Kobelberg zu diesen in besonderer Weise geeigneten Standorten für Pumpspeicherwerke gerechnet.

## Ort Pfarrerberg
Am Westhang, etwa 200 Höhenmeter unterhalb des Gipfels, liegt der Ort Pfarrerberg, ein Ortsteil der Gemeinde Haibach.